# チエミ大いに歌う
『チエミ大いに歌う』（チエミおおいにうたう）は、1965年5月7日から同年11月12日までTBS系列局で放送されていたTBS製作の歌謡番組である。放送時間は毎週金曜 21:00 - 21:30 （日本標準時）。

## 概要
江利チエミのワンマンショーで、彼女自身の歌と司会で進行。ゲスト歌手を招かず、その分の費用をスタジオセット、アレンジャー、オーケストラなどに掛けていた。また、江利の歌にも趣向を凝らしていた。江利は曲の大半を日本語の歌詞で歌っていた。江利が毎週テレビで30分間のワンマンショーを行ったのはこれが初である。